# Goodman (Misuri)
Goodman es un pueblo ubicado en el condado de McDonald en el estado estadounidense de Misuri. En el Censo de 2010 tenía una población de 1248 habitantes y una densidad poblacional de 363,12 personas por km².

## Geografía
Goodman se encuentra ubicado en las coordenadas 36°44′20″N 94°24′33″O / 36.73889, -94.40917. Según la Oficina del Censo de los Estados Unidos, Goodman tiene una superficie total de 3.44 km², de la cual 3.44 km² corresponden a tierra firme y (0%) 0 km² es agua.

## Demografía
Según el censo de 2010, había 1248 personas residiendo en Goodman. La densidad de población era de 363,12 hab./km². De los 1248 habitantes, Goodman estaba compuesto por el 87.98% blancos, el 0.08% eran afroamericanos, el 1.92% eran amerindios, el 0.48% eran asiáticos, el 3.53% eran isleños del Pacífico, el 2.64% eran de otras razas y el 3.37% pertenecían a dos o más razas. Del total de la población el 3.93% eran hispanos o latinos de cualquier raza.